# Théâtre académique musical de Moscou
Le théâtre académique musical de Moscou (MAMT ; en russe : Московский академический музыкальный театр) est une salle de concert, de ballet et d'opéra réputée de Moscou. Elle a été fondée en 1941 après la réunion des troupes de l'Atelier de l'Opéra de Constantin Stanislavski (du Bolchoï) et de l'Atelier musical du théâtre d'art de Moscou de Vladimir Nemirovitch-Dantchenko, dont les noms sont accolés au théâtre. En 1995-2016, son directeur général est Vladimir Ourine (ru), puis ce poste est confié à Anton Hetman (ru). La direction artistique est confiée depuis 1991 à Alexandre Titel (pour l'opéra). 
À partir 2011, Igor Zelenski prend la tête de la compagnie de danse du MAMT. Il est par la suite remplacé au début de 2017 par Laurent Hilaire, ancien danseur étoile et maître de ballet de l'Opéra de Paris. Il quitte son poste en février 2022 et il est remplacé par un jeune chorégraphe de 24 ans, Maxime Sevaguine. Le chef d'orchestre principal est Felix Korobov.

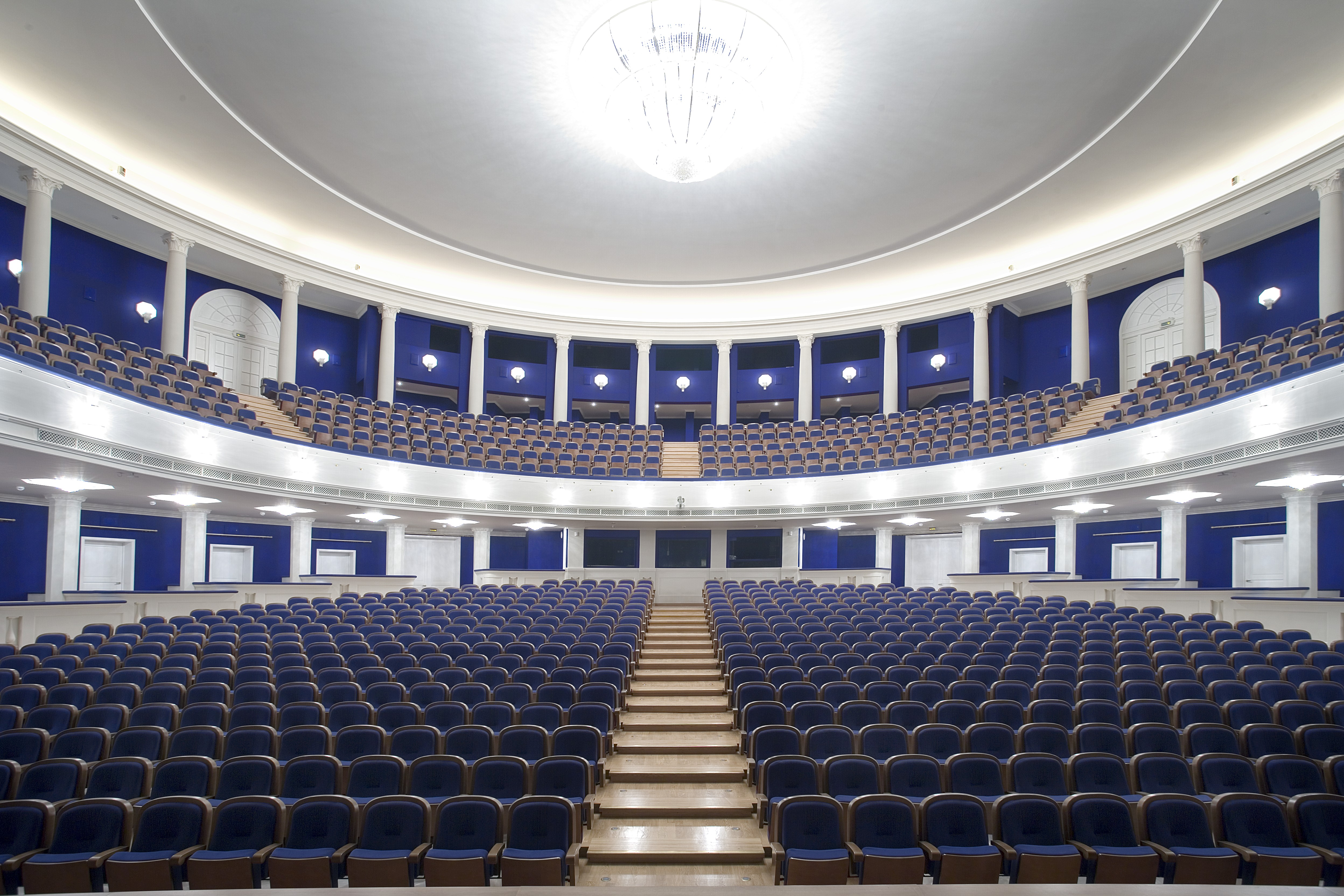
L'auditorium de la Grande salle.